# زیردریایی بوریسوگلبسک (کی-۴۹۶)
زیردریایی بوریسوگلبسک (کی-۴۹۶) (به انگلیسی: Russian submarine Borisoglebsk (K-496)) یک زیردریایی است. این زیردریایی  در سال ۱۹۷۷ ساخته شد.